# Belmont (Nueva York)
Belmont es una villa ubicada en el condado de Allegany en el estado estadounidense de Nueva York. En el año 2000 tenía una población de 952 habitantes y una densidad poblacional de 368 personas por km². Belmont es también la sede de condado del condado de Allegany.

## Geografía
Belmont se encuentra ubicada en las coordenadas 42°13′33″N 78°1′55″O / 42.22583, -78.03194.

## Demografía
Según la Oficina del Censo en 2000 los ingresos medios por hogar en la localidad eran de $29,545, y los ingresos medios por familia eran $35,625. Los hombres tenían unos ingresos medios de $28,365 frente a los $20,781 para las mujeres. La renta per cápita para la localidad era de $14,149. Alrededor del 12.7% de la población estaban por debajo del umbral de pobreza.